# 조성주 (정치인)
조성주(趙誠柱, 1978년 10월 28일 ~ )는 대한민국의 정치인이다. 정의당 부설 정책연구소 미래정치센터의 소장과 정치발전소 공동대표를 지냈다.
2010년 세대별 노동조합 '청년유니온' 설립에 참여하여 정책기획팀장을 맡아 활동했다. 경제민주화운동본부, 정치발전소 등의 단체를 이끌며 청년과 노동 분야 정책을 연구했다.
미국의 사회운동가 사울 알린스키(1909년 ~ 1972년)를 자주 인용하며 '현실 가능한 진보'를 강조하였다. 2015년 6월에(2014년 12월에 정의당 입당) 37세의 나이로 정의당 당 대표 선거에 출마하며 주목(17.1%, 1266표)받았고, 노회찬, 심상정, 노항래 등과 겨루면서 '2세대 진보 정치'를 슬로건으로 내세웠다.
2016년 2월 2일, 20대 국회의원 및 정의당 비례경선에 나서며 발표한 출마선언문은 근래에 보기 드문 훌륭한 정치글이라는 평가를 받고 있다. 2017년 2월에 정의당을 탈당하고 서울특별시청에서 노동협력관으로 근무했다.

## 견해
진보가 지금까지는 광장 안의 사람들만을 대변했고, 이를 탈피해야 한다고 주장한다. 2015년 정의당 당대표 선거에 입후보하며 2세대 진보정치로 나아가자는 논지를 폈다. 당시 출마선언문이 상당한 명문으로 각광받아 여러 언론 매체의 주목을 받았다. 알린스키를 정치적 롤모델로 삼는 만큼, 지지층을 조직화하는 것에 중요한 의미를 두고 있다.

## 통합진보당 부정경선 사태
2012년 통합진보당 청년비례대표에 출마하였으나 김재연 후보에게 패배했다.
이후 이석기 후보의 비례대표 부정경선 의혹이 불거지자, 청년 비례대표 경선에서도 온라인 투표시스템의 소스 코드 열람이 있었다고 타 후보들과 공동 의견서로 발표했다.
비례대표 일반명부 경선에서도 부정경선 문제가 불거지자, 온라인투표시스템의 데이터가 조작되었다는 이른바 '소스코드 조작' 의혹을 주장했다.
때문에 최초 현장투표소의 대리투표 의혹으로 시작된 부정경선 관련 논란이 온라인으로 번지게 되었다.
그러나 진상조사 결과 소스코드 조작 의혹은 사실무근으로 밝혀졌다. 한편, 통합진보당에서 부정경선을 저질렀다는 사실은 법원에 의해 인정되었다.

## 비판

### 정의당 history 책자 배포
2015년 정의당 미래정치센터 소장 시절, 정의당 당대회에서 '만화로 보는 정의당 History'라는 책을 미래정치센터에서 판매하였는데,
그 내용 중 노무현 대통령이 탄핵을 유도하여 국정을 혼란에 빠뜨렸다며 비판적으로 서술한 내용과 정의당의 창당주체 중 하나인
국민참여당에 대한 내용이 기술되지 않은 것이 문제가 되었다.
심상정 당대표가 이 사건에 대해 상무위원회 특별 주문으로 "이번 미래정치센터 ‘정의당 Hi Story’ 관련하여 당직자들이 출판에 대해 전혀 알지 못한 것에 대해 강하게 질타함. 또한 이와 같은 중앙당의 사려 깊지 못한 사업 추진에 대해 각별하게 주의할 것을 당부"하는 등 조치가 취해지며 무마되었다.

### 비례대표 출마 인터뷰 논란
2016년 정의당 비례대표국회의원 순위경선에 출마하며 프레시안과 한 인터뷰와 한겨레신문 인터뷰에서, "정의당 후보로서 어차피 지역구에서 승부보기 힘든 것은 다 아는 사실이다. 총선 공간에서 '싸우는 척'하는 것이 아니라 국회로 들어가서 변화를 위해 진짜 싸움을 하고 싶다. 당 대표 경선 후 많은 당원들을 지역을 돌며 만나 보았는데, 생각보다는 '지역구 출마보다 비례 출마가 더 좋겠다'는 의견을 많이 듣기도 했다.", "나는 생각이 좀 다르다. '반(反)새누리당 야권 연대'라는 것은 사회에 뿌리내린 지점이 없다. 일종의 '야권판 공포 정치'다." "(당의 지지율이 많이 낮지만)하지만 저의 목표는 1등으로 정의당 비례 후보 2번을 얻는 것이다. 할 수 있다는 계산과 판단이 서 있다”등의 주장을 펼쳤다. 그러자 이에 당원들이 반발해 '그럼 다른 지역출마자들은 싸우는 척 한다는 것이냐' '당의 지지율이 떨어져도 1등만 하면 국회의원 될 수 있다는 계산만 하고 있고 어떻게 하면 당의 지지율을 끌어올려 3번, 4번 비례대표도 국회로 진출할 수 있는가에 대한 고민의 흔적이 보이지 않는다.' '당대표 선거 한달전에 입당, 그리고 당대표 선거를 통해 인지도를 얻어 비례대표 1번을 노리는 치밀한 정치 공학 테크닉으로 무장한 조성주 같은 인물' 등의 비판을 받았다.

### 전임 대표 재임시 결정된 정의당 history 책자
2015년 정의당 미래정치센터 소장 시절, 정의당 당대회에서 '만화로 보는 정의당 History'라는 책을 미래정치센터에서 판매하였는데, 그 내용 중 노무현 대통령이 탄핵을 유도하여 국정을 혼란에 빠뜨렸다며 비판적으로 서술한 내용과 정의당의 창당주체 중 하나인 국민참여당에 대한 내용이 기술되지 않은 것이 문제가 되었다.

### 전국을 돌며 완주하는 후보가 되겠다는 의지 표명
2016년 정의당 비례대표국회의원 순위경선에 출마하며 프레시안과 한 인터뷰와 한겨레신문 인터뷰의 내용에 대한 논란이 있었다. 그러나 이는 무조건적인 반 새누리당 야권연대에 의한 후보 조정으로 중간에 후보에서 사퇴할 가능성이 있는 지역구 선거보다, 비례대표로서 청년정치, 2세대 진보정치를 국회에서 펼치겠다는 의지를 표명하던 문구가 문제가 된 것이다. 조성주를 비판하는 사람들은 대다수 지역구 후보의 사퇴를 불가피하게 만들 야권연대를 찬성하면서도 오히려 "야권연대는 찬성한다. 그런데 지역구 후보는 싸우는 척 하는 것이냐?"라는 비판을 가하고 있다. 표현을 비판하기 위한 논리적 일관성을 위해서는 지역구 후보가 싸우는 척이 아닌 완주를 하기 위해 야권연대를 반대하든지, 야권연대를 위해 지역구 후보가 선거 중간에 사퇴할 수 있다는 가능성을 인정하든지 양단 간에 선택이 필요하다는 지적이 있다.
오히려 조성주는 지역이나 야권연대에 얽매이지 않고 전국을 돌면서 2세대 진보정치의 담론을 확장하고 선거를 완주하겠다는 의지를 해당 인터뷰들을 통해 표명하고 있다.

## 저서
- 《청춘일기》. 꽃핀자리. 2015년 9월 23일. ISBN 9788994103945
- 《알린스키, 변화의 정치학》. 후마니타스. 2015년 7월 2일. ISBN 9788964372326
- 《너는 나다-우리 시대 전태일을 응원한다(공저)》. 철수와영희. 2010년 11월 13일. ISBN 9788993463125
- 《세상을 바꾼 놀라운 정책들(공저)》. 유니스토리. 2010년 5월 11일. ISBN 9788996323112
- 《대한민국 20대, 절망의 트라이앵글을 넘어》. 시대의창. 2009년 4월 27일. ISBN 9788959401437

## 역대 선거 결과
|  | 7.23% |

|  | 4.48% |

|  | 3.61% |